# 클레멘틴 포드

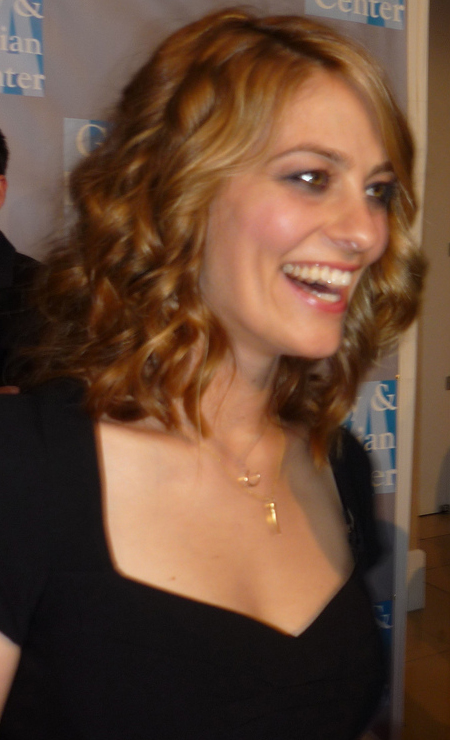

클레멘틴 포드(Clementine Ford, 1979년 6월 29일 ~ )는 미국의 블로거, 영화배우, 텔레비전 배우, 연극 배우이다.
멤피스에서 태어났다.

## 영화
- 걸트래쉬: 올 나이트 롱 (2014년) - 젠 역
- 푸시 (2009년)
- 라스트 굿바이 (2004년) - 아그네스 셀비 역
- 체리 폴스 (2000년)
- 브링 잇 온 (2000년)
- 아메리칸 파이 (1999년)
- 시빌 (1995년)
- 더 영 앤 더 레스트리스 (1973년)